# Роман-Шор (приток Иньвы)
Роман-Шор — река в России, протекает по Юсьвинскому району Пермского края. Устье реки находится в 24 км по правому берегу реки Иньва. Длина реки составляет 11 км.
Исток реки на Верхнекамской возвышенности близ границы с Ильинским районом. Исток расположен в 10 км к юго-востоку от села Купрос. Река течёт на северо-восток по ненаселённому лесу, в низовьях на реке сеть мелиоративных канав. Впадает в Иньву западнее деревни Соболево.

## Данные водного реестра
По данным государственного водного реестра России относится к Камскому бассейновому округу, водохозяйственный участок реки — Кама от города Березники до Камского гидроузла, без реки Косьва (от истока до Широковского гидроузла), Чусовая и Сылва, речной подбассейн реки — бассейны притоков Камы до впадения Белой. Речной бассейн реки — Кама.
Код объекта в государственном водном реестре — 10010100912111100008335.